# M8 Greyhound
M8 Greyhound був на озброєнні армії США періоду Другої світової війни як бойова розвідувальна машина. Через високу швидкість у британській армії його назвали «Хорт» (англ. Greyhound).

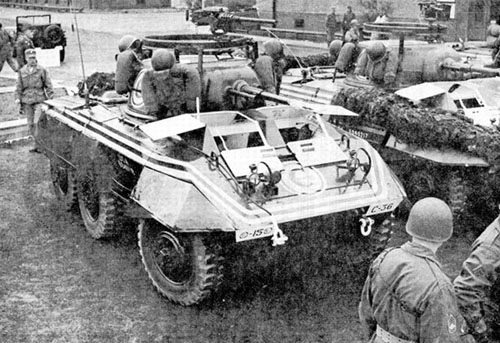
Панцирник M8 Greyhound

## Історія створення

### Передумови до створення
Протягом міжвоєнного періоду, в США був розроблений ряд зразків бронеавтомобілів та інших типів броньованих колісних машин (БКМ), але в цілому їм приділялася порівняно мала увага порівняно з гусеничними бойовими машинами. З 1919 року по початок 1930-х років танкобудування США, насамперед внаслідок фінансових обмежень, обмежувалося будівництвом прототипів, а в подальшому на основі вивчення досвіду Громадянської війни в Іспанії армією було пораховано, що колісні машини володіють недостатньою для використання в сучасних бойових діях прохідністю, порівняно з гусеничними та напівгусеничними, яким було віддано перевагу. Розробка броньованих колісних машин переважно велася по замовленнях кавалерії, чия доктрина передбачала використання двох класів БКМ: розвідувальних машин (англ. Scout Car)які представляли собою відкриті зверху легкоброньовані транспортери для перевезення розвідувального відділення, озброєні кулеметами на ручних відкритих установках, і власне бронеавтомобілів (англ. Armored Car), що мали баштову компоновку. Якщо першу роль виконували M3, чиє серійне виробництво почалося 1937 року, то серійні бронеавтомобілі Армії США до 1940 року були представлені лише застарілим M1, випущеними в кількості 22 одиниць у 1931 — 1937 роках.
Офіційно на початку Другої світової війни потребу в новому бронеавтомобілі армією не оголошували, хоча окремі розробки в цій області, з метою створення авіатранспортабельних бронемашин, все ж проводилися з весни 1941 року. Тим не менш, до 1941 року низкою фірм в США були в ініціативному порядку розроблені свої проекти бронеавтомобілів. Частково це здійснювалася в рамках мобілізації промисловості, поза конкретними замовленнями армії, оскільки виробничі можливості багатьох з підприємств автомобільної промисловості дозволяли виробляти лише колісні, але не гусеничні або напівгусеничні машини що вимагалися військовими. Крім того, можливим замовником, через програму ленд-лізу, була Велика Британія, що виявляла інтерес до закупівлі в США середніх та важких бронеавтомобілів.

### Gun Motor Carriage T21/22/23
Історія M8 почалася з висунення протитанковим управлінням (англ. Tank Destroyer Command) в липні 1941 року вимоги розробки легкої протитанкової САУ для заміни невдалої M6. Озброєння майбутньої САУ мало складатися із стандартної 37-мм протитанкової гармати M3, основними вимогами до машини були висока рухливість, низький силует та дешевизна виробництва. Для досягнення цих вимог САУ повинна була мати колісне шасі і оснащуватися двигуном Hercules JXD, який встановлювався і на розвідувальну машину M3. Була також запропонована розробка сімейства бронемашин на загальній базі, що включає ЗСУ з 12,7-мм кулеметами або 20-мм автоматичними гарматами, 81-мм самохідний міномет та бронетранспортер. Спочатку армією була замовлена побудова двох прототипів, але після вступу США у війну це число було збільшено до чотирьох.

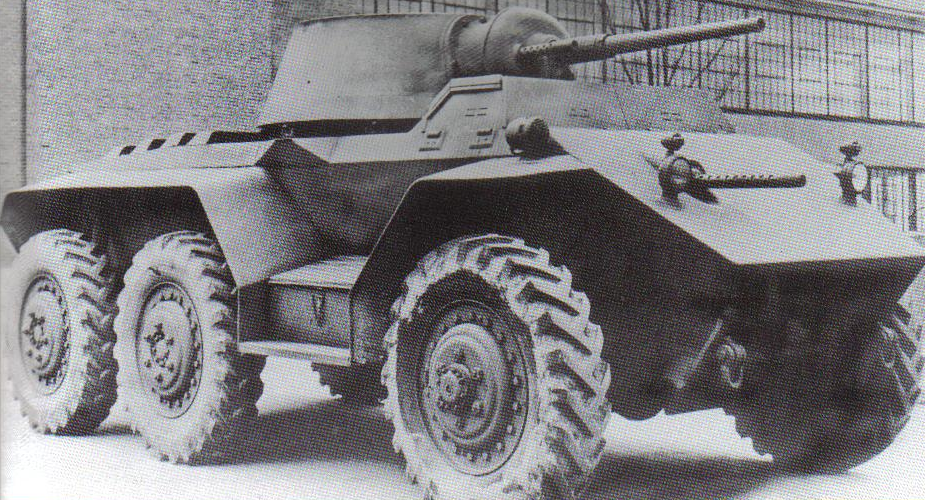
Перший прототип бронеавтомобіля T22

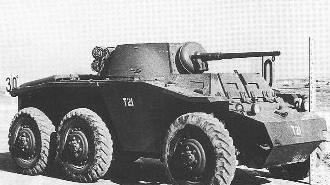
Прототип T21 на Абердинському полігоні

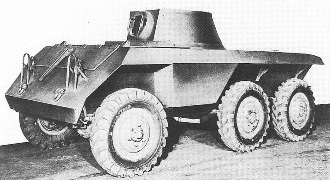
Незавершений прототип T23

У жовтні 1941 року програма була затверджена та незабаром після вступу США у війну замовлення на будівництво прототипів були видані фірмі «Форд» та відділенню «Фарго» фірми «Крайслер», чиїм проектам були присвоєні позначення, відповідно, T22 (англ. 37mm Gun Motor Carriage T22) і T23. За власною ініціативою до конкурсу на розробку САУ приєдналася компанія «Студебекер», що зобов'язалася побудувати прототипи за свій рахунок. Пропозиція була прийнята армією 23 січня 1942 року, тому роботи з прототипам, яким було присвоєно позначення T43, були розпочаті «Студебекер» дещо пізніше конкурентів. Початкові тактико-технічні вимоги припускали будівництво 5-тонної машини з колісною формулою 6 × 4, озброєнням з 37-мм гармати і двох 7,62-мм кулеметів, спареного та курсового. Лобова та бортова броня машини повинні були забезпечувати захист, відповідно, від 12,7-мм та 7,62-мм бронебійних куль, тоді як днище і дах не мали бронювання. Пізніше в завдання була включена побудова альтернативних прототипів з колісною формулою 4 × 4, що отримали позначення T22E1іT23E1. До початку 1942 року стало очевидним, що 37-мм гармата стрімко застаріває і до часу надходження нових САУ у війська буде малоефективна проти ворожих танків. Водночас, потребу в новому бронеавтомобілі заявляло як Протитанкове Управління, для озброєння розвідувальних підрозділів протитанкових батальйонів, так і кавалерія, до того часу почала пошук повноцінного бронеавтомобілі для заміни слабо озброєних та броньованих M3. У зв'язку з цим, в березні 1942 року всі проекти були перекласифіковані як бронеавтомобілі (англ. Armored Car T22 і T23, в той час як проектом «Студебекер» був змінений та номер, наT21). Паралельно з цим було також ліквідовано вимогу встановлення курсового кулемета, хоча це не встигло позначитися на перших прототипах.

### Armored Car T22
Першим був завершений прототип T22, 16 березня 1942 року доставлений для випробувань на Абердинський полігон і 19 — 20 березня своїм ходом по пересіченій місцевості перекладеній до Форт-Ноксу для випробувань бронетанковим комітетом (англ. Armored Force Board). Випробування пройшли успішно і за їх підсумками було винесено висновок, що після деякого доопрацювання T22 буде відповідати вимогам як протитанкового управління, так і кавалерії. Водночас, до бронеавтомобіля були висловлені серйозні претензії: шасі, яке застосовувало конструктивну схему та компоненти комерційного автомобіля, що допомагало забезпечити простоту та дешевизну виробництва, але в той же час володіло недостатньою, на думку Бронетанкового комітету, прохідністю; крім того, розміри машини дозволяли розмістити на ній лише двомісну башту, в той час як кращою вважалася тримісна. Проте, зважаючи на термінову необхідність у бронеавтомобілі і з урахуванням досвіду конструкторського відділу та виробничих можливостей заводів «Форд», Армією США 21 квітня 1942 року, ще до початку випробувань проектів конкурентів, для серійного виробництва був обраний T21. Прийняття його на озброєння передбачалося як тимчасовий захід, до завершення доведення більш досконалих автомобілів з незалежною всюдихідною підвіскою з рівновіддаленими осями, подібною до T13 що випробовувалася в той період. Добудова прототипів T21 і T23 була затверджена армією для порівняльних випробувань, проте проект «Фарго» так і не був повністю завершений, у той час як T21 був виготовлений в травні та деякі вдалі рішення в конструкції його корпусу були перенесені «Форд» на свій T22.

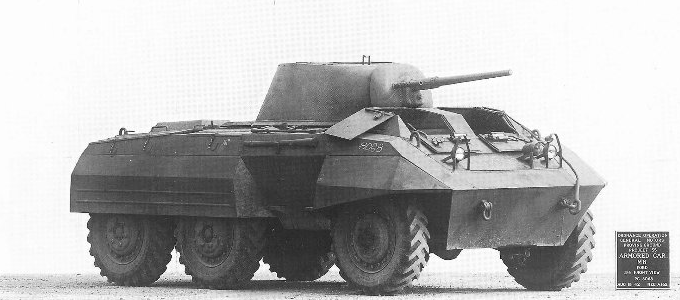
Ранній прототип T22E2

Кавалерія, однак, не була задоволена обраною для неї машиною: у той час як їй був потрібний легкий бронеавтомобіль з кращою рухливістю, ніж у розвідувальної машини M3, T22 оснащувався тим же двигуном, що і остання, але був на 40 % важче, маючи гіршу прохідність на пересіченій місцевості. Однак зважаючи реорганізацію кавалерійських підрозділів, основним завданням яких залишалась розвідка, ці протести були проігноровані бронетанковим комітетом. Проте, випробування прототипів у Форт-Ноксі виявили ряд недоліків T22, для усунення яких «Фордом» був побудований черговий, п'ятий, прототип, що отримав позначення T22E2. Доопрацьований прототип відрізнявся зміненою конфігурацією корпусу в районі люків механіка-водія і його помічника, додаванням спонсонів корпусу під розміщення радіостанцій, а також низкою змін в конструкції башти і гарматної установки. Бронетанковий комітет наполіг також на введенні установки зенітного 12,7-мм кулемета в кормовій частині башти, зміні напруги бортової електромережі з 6 на 12 вольт, а також оснащенні T22E2 бензоелектричним агрегатом для живлення радіостанцій при відключеному двигуні. 22 червня 1942 T22 був прийнятий на озброєння як стандартний, під позначенням «Легкий бронеавтомобіль M8» (англ. Light Armored Car M8).

## Серійне виробництво та подальший розвиток
Після випробувань T22 в Форт-Ноксі, ще до побудови прототипу T22E2, бронетанковим комітетом було рекомендовано розпочати виробництво останнього, в кількості 2000 одиниць для протитанкового управління та 1534 — для кавалерії. 1 травня 1942 року фірмі «Форд» було видане замовлення на виробництво 5000 T22E2, проте переговори щодо умов контракту затягнули початок виробництва до 1943 року. 9 жовтня 1942 року протитанковий комітет надав результати своїх випробувань M8 і рекомендував його прийняття, з деякими доробками, на озброєння протитанкових батальйонів. Рекомендації комітету включали зміни в механізмах наведення гарматної установки, органах управління механіка-водія та розташуванні ЗІП. У травні 1942 року M8 також пропонувався Великій Британії для виробництва та поставок за програмою ленд-лізу, але британську танкову комісію це не зацікавив. Водночас незважаючи на рекомендацію бронетанкового комітету та прийняття M8 на озброєння, до кінця літа 1942 року питання про вибір бронеавтомобіля для Армії США все ще залишалося відкритим: за замовленням армії були розроблені п'ять типів бронеавтомобілів різної маси, в той час як думки серед військового командування щодо вимог до машин цього типу розходилися. Для вивчення питання 14 жовтня 1942 року був сформований Спеціальний бронетанковий комітет (англ. Special Armored Vehicles Board).
Спеціальний бронетанковий комітет, після вивчення наявних зразків бронеавтомобілів, у грудні 1942 року дав такий підсумок, що завдання які покладаються на бронеавтомобілі не вимагають наявності декількох типів машин та рекомендував прийняття на озброєння армії лише одного зразка, що зустріло підтримку з боку командування сухопутних сил армії. Комітет спочатку противився прийняття на озброєння будь-яких бронеавтомобілів масою більше 9,07 тонн і за підсумковою рекомендацією комітету, бронеавтомобіль для Армії США повинен був мати озброєння з 37-мм гармати і бути максимально легким, рухливим та дешевим у виробництві. З тих що були зразків цим вимогам найбільшою мірою відповідав M8, хоча комітетом одразу ж була рекомендована розробка досконалішого бронеавтомобіля. Рішення Сухопутних сил армії про прийняття M8 як єдиного типу бронеавтомобіля зустріло неоднозначну оцінку, оскільки ряд офіцерів Бронетанкових сил виступав на підтримку більш потужної машини, такої як T19 або T19E1, але всі ці заперечення були відкинуті армійським керівництвом.
Виробництво M8 було розпочато на заводі «Форд» в Сент-Полі у березні 1943 року, в травні до випуску приєднався завод в Чикаго. За час очікування початку серійного виробництва M8, в конструкцію бронеавтомобіля був внесений ряд додаткових змін. Через легке бронювання машини і, як наслідок, високу ймовірність отримання бойових ушкоджень, бажаною була визнана установка протектованих паливних баків, якими було вирішено обладнати всі що відправляються у фронтові частини M8. За побажаннями протитанкового комітету були ліквідовані перископічні оглядові прилади в даху башти, а від самого даху, на прототипах закривала половину верху башти, залишена лише передня частина. Ще пізніше, за наполяганням комітету озброєнь, лита башта була замінена збірними катаними броньовими листами методом зварювання, хоча кілька з випущених в березні машин досі мали литі башти.

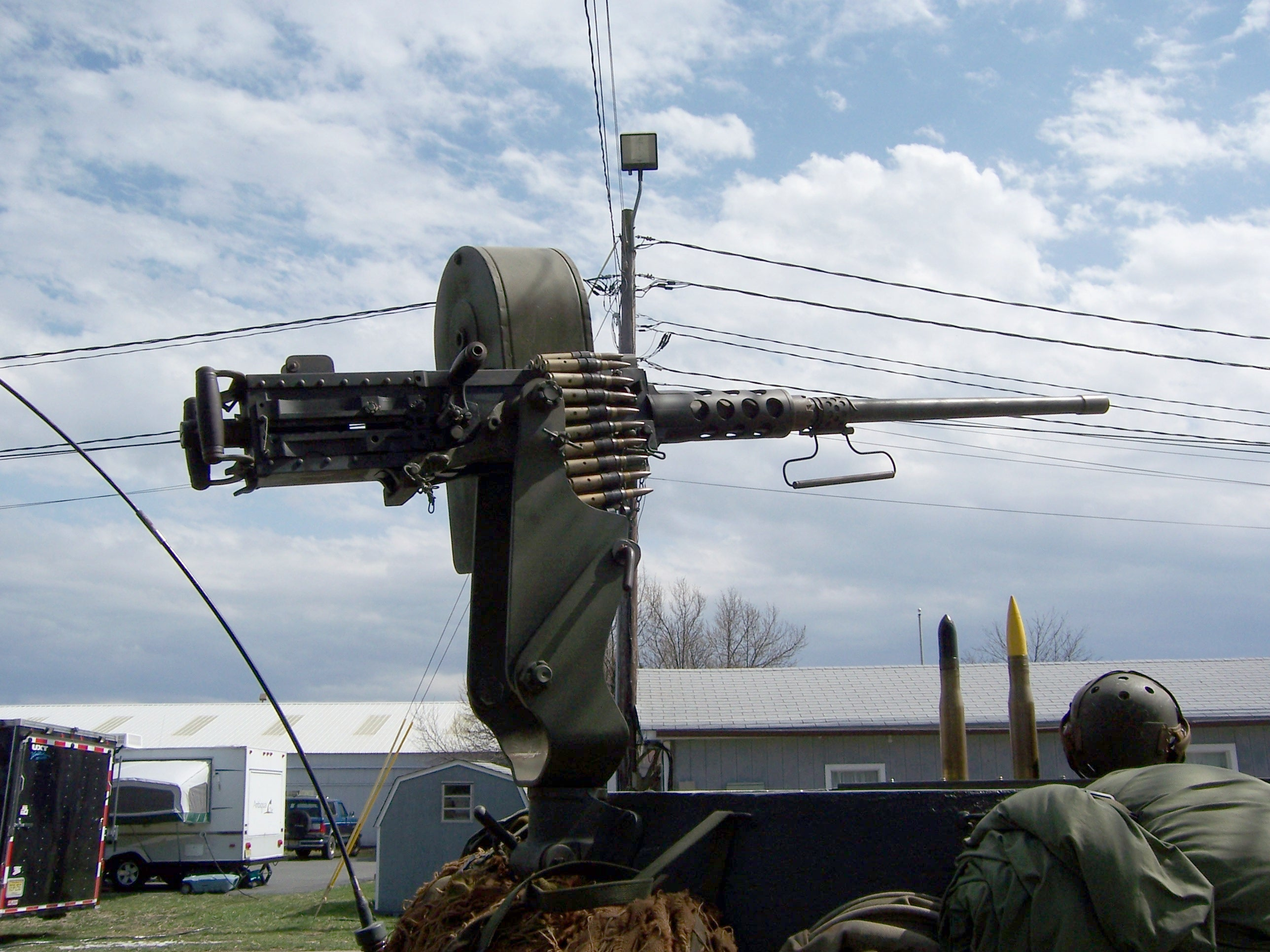
Шкворнева установка зенітного кулемета D67511

На вимогу кавалерії, M8 повинен був оснащуватися зенітною кулеметною установкою, тому з прийняттям M8 на озброєння була почата розробка установки 7,62-мм кулемета M1919, у вересні 1942 року заміненого на 12,7-мм M2. Замовлення на розробку кулеметної установки було видане службі постачання (англ. Service of Supply), однак до початку виробництва бронеавтомобіля установка все ще не була готова, хоча перший серійний M8 був озброєний одразу двома зенітними кулеметами, що залишилися на ньому після дослідів. Кавалерія, зі свого боку, в серпні 1943 року запропонувала обладнати бронеавтомобіль кільцевою турельної установкою M32, що призначалася для вантажних автомобілів та успішно випробуваної на M8. Ця пропозиція була підтримана і протитанковим комітетом, хоча останній до цього зовсім не був зацікавлений в установці зенітного озброєння на свої M8, однак комітет озброєнь (англ. Ordnance Board) вважав M32 незадовільним через недостатню жорсткість конструкції. У результаті були розпочаті випробування альтернативних кільцевих турелей M49 і M49C, після яких 16 грудня 1943 року комітет озброєнь нарешті затвердив установку останньої на всіх M8 нового випуску.

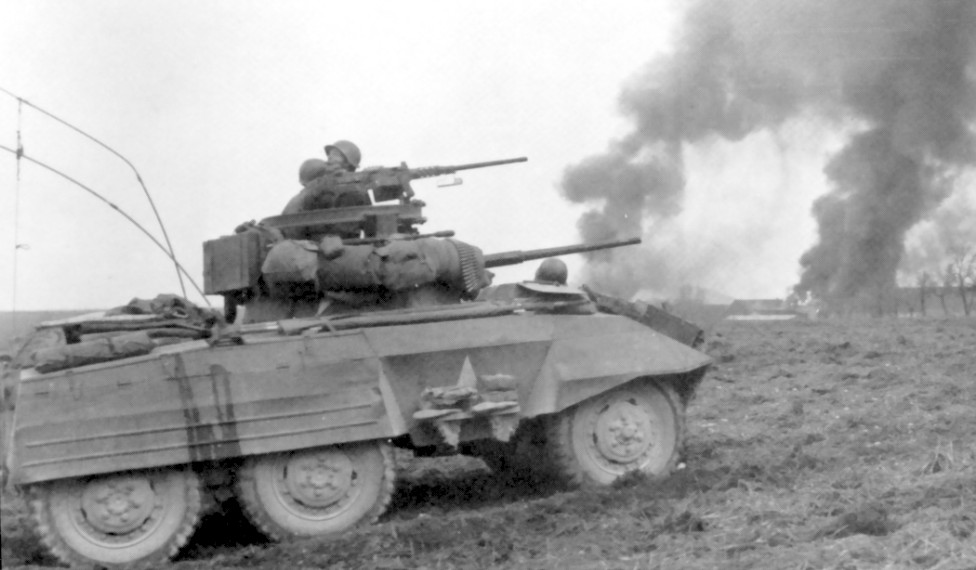
M8 з кільцевою кулеметною установкою M50

З цим рішенням, однак, історія з допоміжним озброєнням M8 не закінчилася і на серійних машинах прийняття M49C позначитися не встигло. До кінця 1943 року фірмою «Форд» була розроблена нова складна шкворнева кулеметна установка D67511, яку комітет озброєнь вважав більш відповідною для M8 через меншу масу. 18 квітня 1944 року комітет озброєнь затвердив D67511 до використання на M8, скасувавши своє розпорядження про прийняття M49C. Лише після цього, більш ніж через рік після початку серійного виробництва, M8 нарешті почали штатно обладнуватися зенітним кулеметом. Пізніше Комітетом озброєнь були випробувані ще дві зенітні кулеметні устанковки для M8, але в підсумку вирішено було залишити D67511 як стандартну. В очікуванні початку установки зенітних кулеметів на M8, багато з кавалерійських частин, дислокованих у Великій Британії для висадки в Нормандії, силами польових майстерень оснащували свої бронеавтомобілі різними типами 12,7-мм шкворневих та кільцевих кулеметних установок. 23 серпня 1944 року, зважаючи на високу ефективність 12,7-мм кулемета, перевіреного в боях, управлінням озброєнь на європейському театрі військових дій була офіційно дозволена установка на M8 кільцевої установки M50, що призначалася для вантажних автомобілів.
| Випуск M8 по місяцях |      |      |      |      |      |      |      |      |      |      |      |      |      |      |      |      |      |      |      |      |      |      |      |      |      |      |      |      |        |
| рік/місяць           | 1943 | 1943 | 1943 | 1943 | 1943 | 1943 | 1943 | 1943 | 1943 | 1943 | 1944 | 1944 | 1944 | 1944 | 1944 | 1944 | 1944 | 1944 | 1944 | 1944 | 1944 | 1944 | 1945 | 1945 | 1945 | 1945 | 1945 | 1945 | всього |
| рік/місяць           | 3    | 4    | 5    | 6    | 7    | 8    | 9    | 10   | 11   | 12   | 1    | 2    | 3    | 4    | 5    | 6    | 7    | 8    | 9    | 10   | 11   | 12   | 1    | 2    | 3    | 4    | 5    | 6    |        |
| Число випущених      | 15   | 31   | 110  | 169  | 512  | 314  | 803  | 545  | 1000 | 800  | 562  | 468  | 241  | 223  | 241  | 234  | 256  | 243  | 232  | 234  | 234  | 215  | 232  | 144  | 162  | 150  | 153  | 111  | 8634   |

## Конструкція
M8 має компонування з розташуванням моторного відділення в кормовій, відділення управління — у лобовій та бойового відділення — в башті в середній частині машини. Екіпаж бронеавтомобіля складається з чотирьох осіб: механіка-водія, помічника водія, навідника та командира, що виконував також функції заряджаючого.

### Броньовий корпус та башта
M8 має диференційовану протикульний бронезахист. Корпус бронеавтомобіля являє собою жорстку несучу конструкцію, зібрану за допомогою зварювання з катаних аркушів гомогенної броньової сталі товщиною 6, 10, 13, 16 та 19 мм. Лобова частина корпусу має клиноподібну форму та складається з верхнього бронелиста товщиною 13 мм, що має кут нахилу в 60 ° до вертикалі та нижнього, що має товщину 16 мм і кут нахилу 30 °. Борти корпусу зібрані з 10-мм листів, розташованих під нахилом в 22 °, в плані корпус має шестигранну форму. Корма корпусу виконана з вертикального 10-мм бронелиста. Дах корпусу зібраний з 10-мм бронелистів і над відділенням управління та моторним відділенням має нахил у, відповідно, 83 ° і 86 °; днище корпусу має товщину 6 мм. Над місцями механіка-водія та помічника водія розташована рубка, лобова частина якої складається з 19-мм листів і має нахил в 45 °.
Башта бронеавтомобіля має конічну форму, збираючись за допомогою зварювання з 19-мм листів, що мають змінний нахил від 15 ° у лобовій частині, до 18 ° в бортах і 17 ° в кормі. Башта переважно відкрита зверху, за винятком передньої частини, закритої 6-мм броньовим козирком. Гарматна амбразура башти закрита литою броньовою маскою складної форми, що має товщину в 25 мм. Посадка та висадка механіка-водія і його помічника здійснюється через індивідуальні люки в рубці, що складаються з відкидних верхньої та передньої стулок, командира та навідника — через відкритий верх башти. Для доступу до агрегатів силової установки служать люки в даху моторного відділення; крім цього, майже весь кормовий лист корпусу являє собою броньові жалюзі системи охолодження двигуна.
Протипожежне обладнання бронеавтомобіля обмежувалося переносним вуглекислотним 1,8-кг вогнегасником. Крім цього, M8 комплектувався двома 1,42-кг дегазаційними приладами M2.

### Озброєння

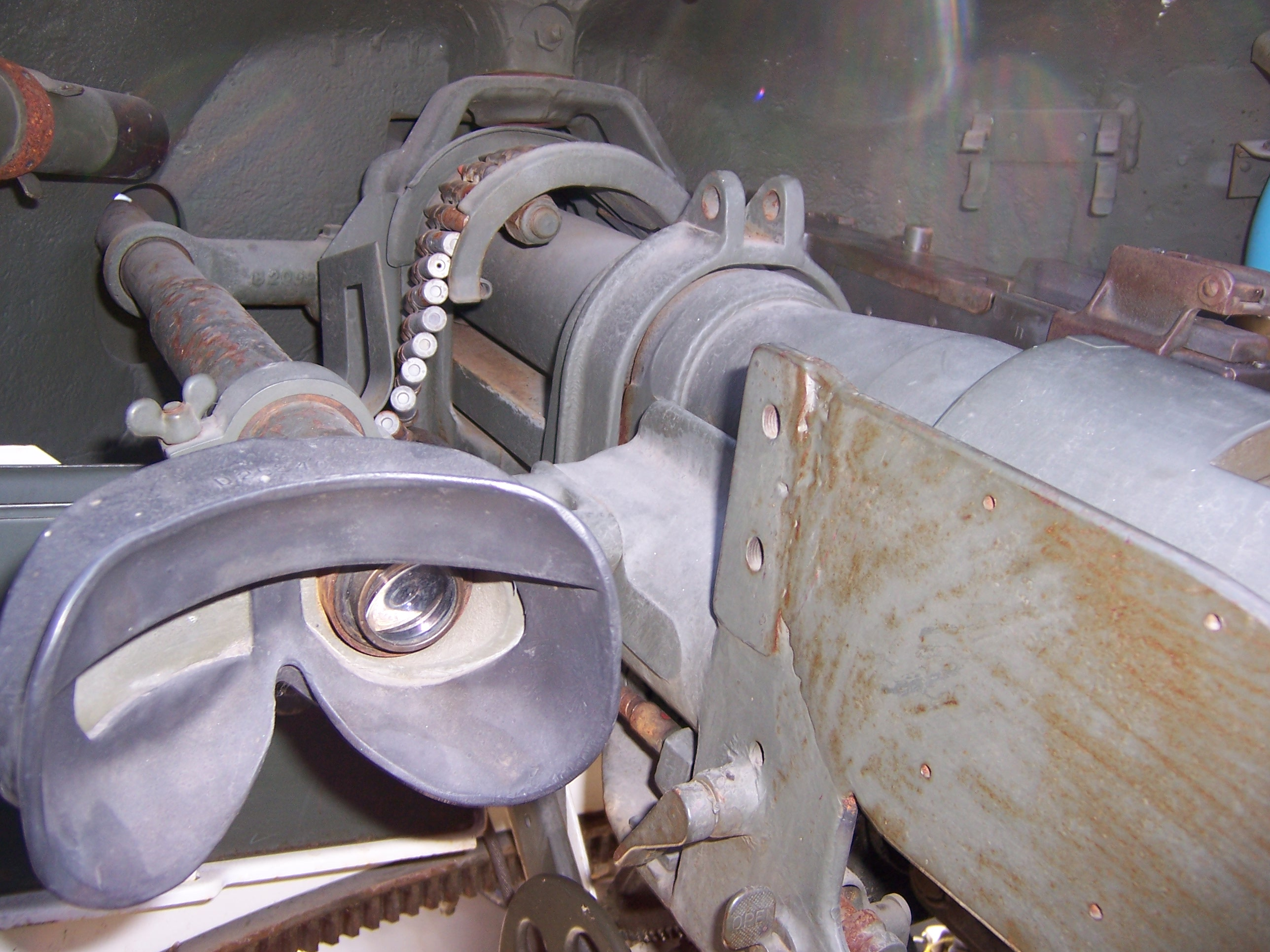
Вид на гарматну установку; зліва направо: телескопічний приціл, 37-мм гармата та 7,62-мм спарений кулемет

Основне озброєння M8 становить 37-мм напівавтоматична гармата M6. Гармата має ствол-моноблок довжиною 53,5 калібрів/1854 мм і вертикальний клиновий затвор; пристрої противідкотів гармати складаються з гідравлічного гальма відкату та пружинного накатника. Технічна скорострільність гармати становить до 30 пострілів на хвилину, хоча на практиці цей показник знижується в рази. Ведення вогню з гармати та спареного кулемета здійснювалося за допомогою ножного спуску. Гармата розміщена в лобовій частині башти в спареній з кулеметом установціM23A1, що забезпечує їм кути наведення у вертикальній площині від −10 ° до +20 °; горизонтальне наведення здійснюється шляхом повороту башти. Приводи наведення гармати — ручні, за допомогою гвинтових механізмів. Машини раннього випуску мали одношвидкісний привід горизонтального наведення, тоді як з кінця серпня 1943 року був введений двоступінчастий привід. Для наведення гармати на ціль використовується телескопічний оптичний приціл M70D, що має збільшення 3× і поле зору в 12 °, нерухому прицільну сітку та підсвічування прицільної сітки і шкал для стрільби в умовах зниженої освітленості.

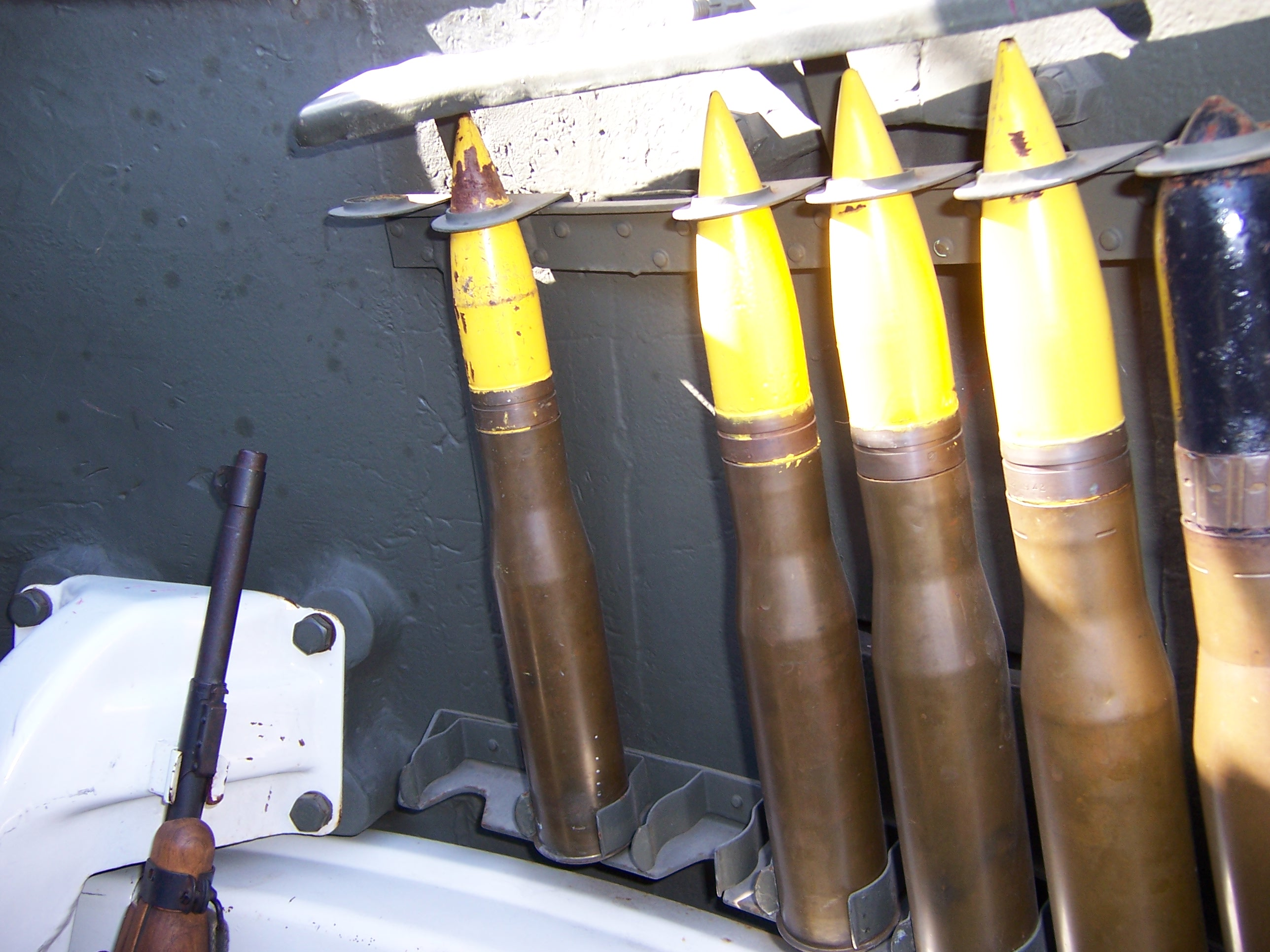
Права баштова боєукладка

Боєкомплект гармати в базовому варіанті бронеавтомобіля складався з 80 унітарних пострілів з каліберних бронебійних та осколкових снарядів, а також картеччю. Внаслідок низької вже до 1943 році ефективності 37-мм гармати в боротьбі з німецькою бронетехнікою та особливостей тактичного застосування бронеавтомобілів, основну частину боєкомплекту в період Другої світової війни зазвичай становили осколкові снаряди та картеч. Зі складу боєкомплекту, по 8 пострілів розміщувалися в боєукладках першої черги з обох бортів башти, решта 64 постріли розміщуються в стелажній боєукладці в правому спонсоні корпусу. У M8, які вироблялися для кавалерії, на місці стелажної боєукладки розміщувалася друга радіостанція, внаслідок чого боєкомплект цих машин спочатку становив лише 16 пострілів. Зважаючи на явну незадовільність такого рішення, кавалерійські частини самостійно встановлювали різні варіанти боєукладки. З травня 1944 року в військах почала практикуватися стандартизована установка боєукладок на 18 пострілів під кожною з радіостанцій, що доводило боєкомплект до 52 пострілів, а з липня 1944 — установка між сидіннями командира та навідника і позаду сидіння механіка-водія двох боєукладок на, відповідно, 20 і 43 постріли, що майже доводило боєкомплект гармати до початкового рівня.
| Боєприпаси гармати M6                                                     |                       |                      |                   |                  |                           |                  |                       |
| Тип снаряда                                                               | Марка снаряда         | Довжина пострілу, мм | Маса пострілу, кг | Маса снаряда, кг | Маса ВР, г                | Марка детонатора | Дулова швидкість, м/с |
| Бронебійний суцільний із захисним та балістичним наконечниками, трасуючий | APC M51 Shot          | 369                  | 1,579             | 0,871            | —                         | —                | 884                   |
| Бронебійний суцільний гостроголовий, трасуючий                            | AP M74 Shot           | 330                  | 1,515             | 0,871            | —                         | —                | 884                   |
| Осколковий                                                                | HE M63 Shell          | 358                  | 1,420             | 0,730            | 38 (тротил)               | BD M58           | 792                   |
| Картеч                                                                    | Canister M2           | 369                  | 1,583             | 0,857            | 122 сталеві кулькові кулі | —                | 762                   |
| Навчальний                                                                | TP M51A1/\ M51A2 Shot | 321/369              | 1,514 / 1,538     | 0,849 / 0, 871   | —                         | —                | 792                   |

| Справа: Боєприпаси гармати M3: 1. Постріл зі снарядом M51 (бронебійний гостроголовий суцільний з бронебійним та балістичним наконечниками, трасуючий) 2. Постріл зі снарядом M74 (бронебійний гостроголовий суцільний, трасуючий) 3. Постріл зі снарядом M63 (осколковий) 4. Постріл з картеччю M2 |

| Таблиця бронепробиття для гармати M6 |     |        |        |      |      |
| Снаряд \\ Відстань, м | 91  | 457    | 914    | 1372 | 1828 |
| Гомогенна сталь, мм |     |        |        |      |      |
| M51 Shot (кут зустрічі 60 °) | 63  | 53; 55 | 46; 47 | 40   | 35   |
| M51 Shot (кут зустрічі 30 °) | н/д | н/д    | 20     | н/д  | 17   |
| Поверхнево загартована сталь, мм |     |        |        |      |      |
| M51 Shot (кут зустрічі 60 °) | н/д | 46     | 40     | 38   | 33   |
| Сталева броня без вказівки типу, мм |     |        |        |      |      |
| M51 Shot (кут зустрічі 90 °) | н/д | 61     | 55     | н/д  | н/д  |
| M74 Shot (кут зустрічі 90 °) | н/д | 36     | н/д    | н/д  | н/д  |
| M51 Shot (кут зустрічі 70 °) | н/д | н/д    | 53     | н/д  | н/д  |
| M74 Shot (кут зустрічі 70 °) | н/д | н/д    | 25     | н/д  | н/д  |
| Бронепробивність наводиться за прийнятою в США методикою вимірювання пробивної здатності. Слід пам'ятати, що в різний час і в різних країнах використовувалися різні методики визначення бронепробивності. Як наслідок, пряме порівняння з аналогічними даними інших гармат часто виявляється неможливим. |     |        |        |      |      |

| Таблиця бронепробиття для кулемета M2, мм                                                |     |     |     |      |
| Тип перепони \\ Відстань, м                                                              | 91  | 183 | 549 | 1372 |
| Armor-Piercing M2                                                                        |     |     |     |      |
| Гомогенна сталь (кут зустрічі 90 °)                                                      | н/д | 25  | 18  | 8    |
| Поверхнево загартована сталь (кут зустрічі 90 °)                                         | н/д | 23  | 13  | 5    |
| Armor-Piercing-Incendiary M8, M20                                                        |     |     |     |      |
| Гомогенна сталь (кут зустрічі 90 °)                                                      | 22  | н/д | н/д | н/д  |
| Поверхнево загартована сталь (кут зустрічі 60 °)                                         | 16  | н/д | н/д | н/д  |
| Бронепробивність наводиться за прийнятою в США методикою вимірювання пробивної здатності |     |     |     |      |

Для самооборони екіпажу, а також для ведення пішого бою, M8 комплектувався чотирма 7,62-мм самозарядними карабінами M1 і 400 патронами до них, а також дванадцятьма ручними гранатами та чотирма димовими шашками M1абоM2. Крім цього, у двох бортових ящиках для спорядження штатно могли перевозитися по три протитанкові міни M1A1, але в більшості випадків ця можливість у військах не використовувалася, зважаючи на небезпеку детонації.

### Засоби спостереження та зв'язку
На марші механік-водій та помічник водія M8 можуть вести огляд через відкриті люки, тоді як для огляду в бою кожний з них мав у своєму розпорядженні закритою триплексним склоблоком оглядовою щілиною в кришці люка, а також двома відкритими оглядовими щілинами, в кришці люка і в борту рубки, що закривались броньовими заслінками. Командир та навідник, за винятком спостереження через приціл для останнього, зовсім не мали інших засобів спостереження, крім огляду через відкритий верх башти.
Для зовнішнього зв'язку машини кавалерії стандартно обладналися парою радіостанцій SCR 506 та SCR 508. Частина машин раннього випуску, через брак SCR 508, обладналися замість них комплектом з передавача SCR 193 та приймача SCR 312, деякі машини також обладналися замість SCR 508 радіостанцією SCR 510. M8 для протитанкових частин оснащувалися лише однією радіостанцією, моделі SCR 608 або SCR 610. Крім цього, M8 комплектуються набором сигнальних прапорів M238. Для внутрішнього зв'язку бронеавтомобіль оснащений танковим переговорним пристроєм RC-99 на всіх чотирьох членів екіпажу.

### Двигун та трансмісія
На M8 стандартно встановлюється рядний 6-циліндровий автомобільний чотиритактний карбюраторний двигун рідинного охолодження, фірми «Геркулес», моделі JXD. При робочому обсязі 5244 см³, JXD розвиває максимальну потужність в 110 к.с. при 3200 об/хв і максимальний крутний момент в 30 кгс · м (298 Н · м) при 1150 об/хв. Паливний бак, об'ємом 212 літрів, розміщений в передній частині моторного відділення; паливом для двигуна служить бензин з октановим числом не нижче 72. Два радіатора системи охолодження двигуна з їх вентиляторами розташовуються в кормовій частині моторного відділення.
M8 має механічну трансмісію, до складу якої входять:
- однодискового головний фрикціон сухого тертя
- Механічна п'ятиступінчаста (5+1) коробка передач з синхронізаторами та діапазоном від 6,499:1 до 1:1
- Карданний вал, що з'єднує коробку передач з роздавальною коробкою
- Двоступінчата роздавальна коробка Warner Gear Co. з постійним зачепленням шестерень та передавальними числами 1,956:1 і 1:1
- Карданні вали, що з'єднували роздавальну коробку з мостами
- Диференціали провідних мостів з передавальним числом 6,667:1

## Машини на базі M8

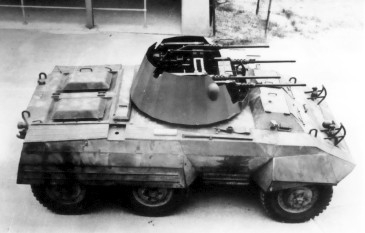
GMC T69

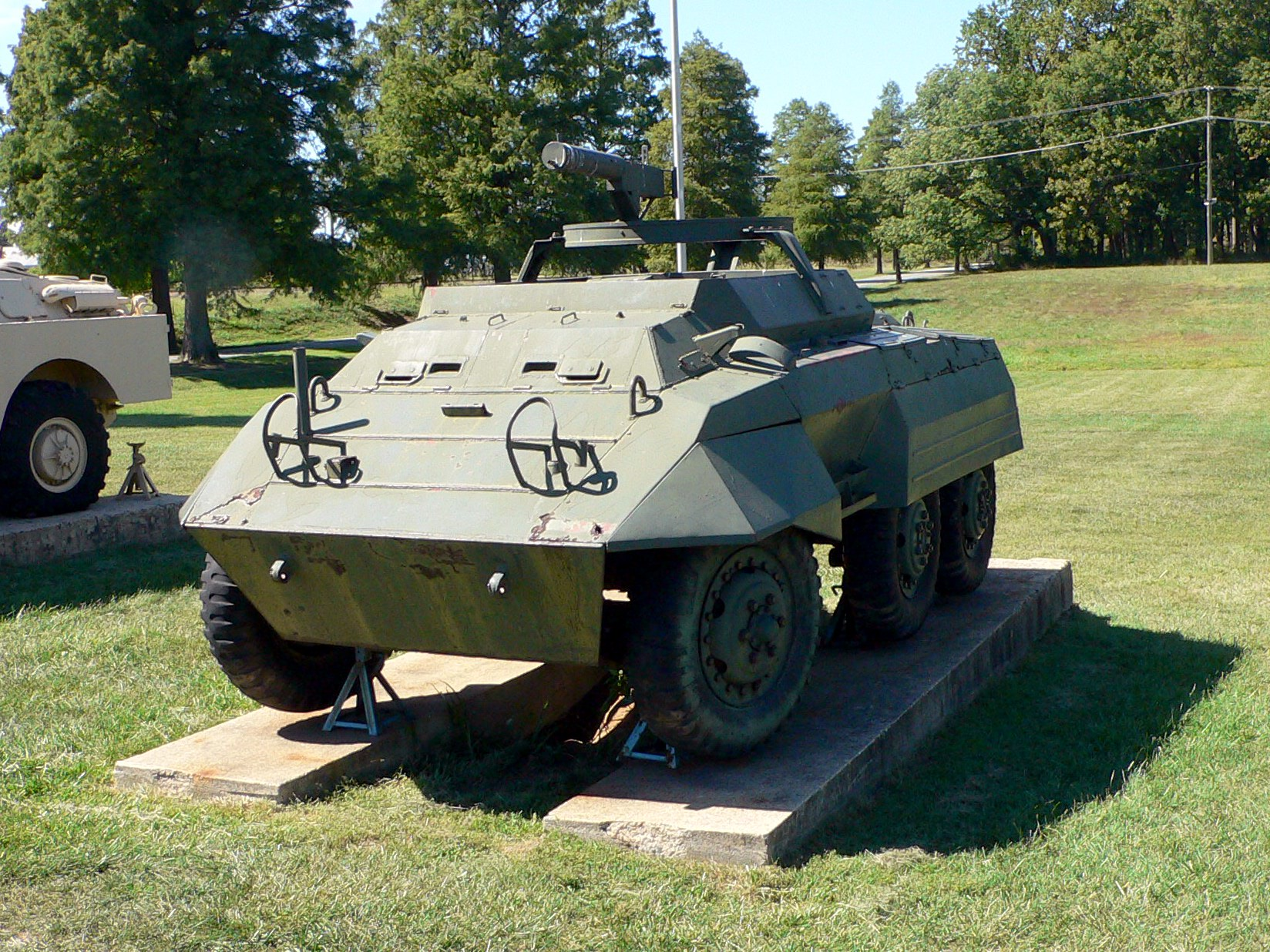
Командно-штабна машина M20

M20 — командно-штабна машина на базі M8. Випущена 3791 одиниця.
Спорудження зенітної самохідної установки (ЗСУ) на шасі M8 було запропонована ще 1941 року, на початковій стадії розробки проекту бронеавтомобілі. Немає даних про те, що розробка запропонованої ЗСУ з озброєнням з 20-мм автоматичних гармат була розпочата, тоді як башта для кулеметної ЗСУ була створена фірмою W. L. Maxson в листопаді 1942 року. Прототип ЗСУ, що отримала позначення Самохідний багатоствольний кулемет T69 (англ. Multiple Gun Motor Carriage T69), був виготовлений та прибув на Абердинський полігон наприкінці квітня — початку травня 1943 року. Озброєння T69 складалося із зчетвереної установки 12,7-мм кулеметів M2, що мала електроприводи вертикального та горизонтального наведення та розміщувалася у відкритій зверху та частково спереду башті більшого, ніж на бронеавтомобілі, розміру. Для живлення електроприводів при відключеному основному двигуні, ЗСУ обладнувалася бензоелектричним агрегатом.
Випробування T69 стрільбою на Абердинському полігоні показали необхідність посилення кулеметної установки та кріплень прицілів, а також зміни механізму збору та видалення стріляних гільз. Комісією полігону результати випробувань ЗСУ були визнані задовільними, однак проти прийняття установки на озброєння висловився комітет зенітної артилерії (англ. Antiaircraft Artillery Board). На думку комітету, T69 поступалася в масі, прохідності, внутрішньому об'єму та точності вогню вже серійному аналогу на напівгусеничному шасі бронетранспортеру M3/M5 — ЗСУ M16/M17. Незважаючи на те, що на користь T69 висловлювався відділ артилерійсько-технічної служби Армії США, на думку якого, нова ЗСУ мала ряд переваг перед M16/M17, розробка T69 була припинена у березні 1944 року.

## На озброєнні

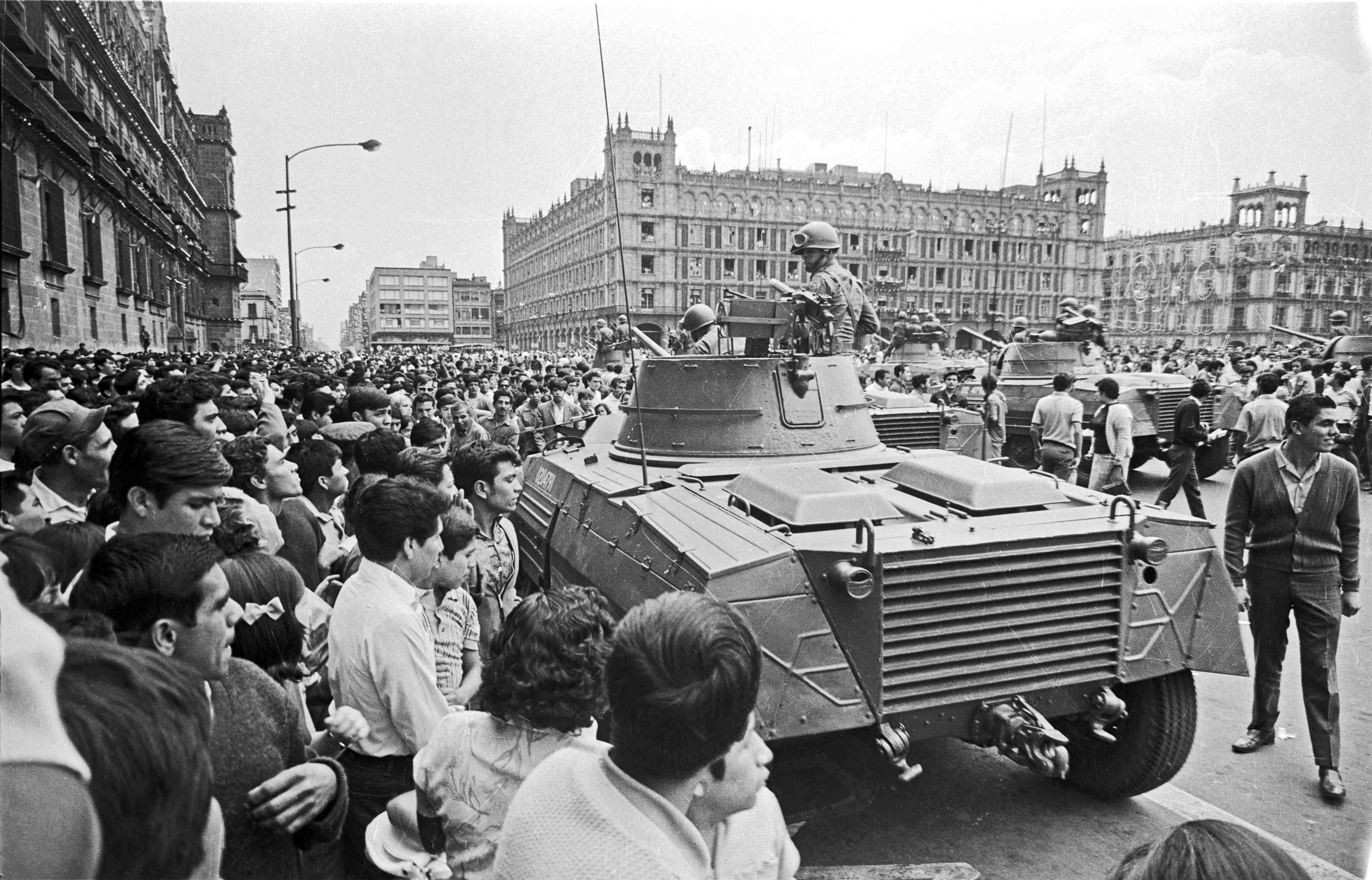
Мексиканські M-8, 1968

- США — зняті з озброєння
- Бенін — 7 M8, станом на 2007 рік[36]
- Буркіна-Фасо — 8 M8, станом на 2007 рік[37]
- Гватемала — 7 M8 на зберіганні, станом на 2007 рік[38]
- Греція — 130 M8, станом на 2007 рік[39]
- Камерун — 8 M8, станом на 2007 рік[40]
- Колумбія — 5 M8 у базовому варіанті, 6 у варіанті поліцейського бронетранспортера, 8 у ролі носіїв ПТКР, станом на 2007 рік[41]
- Мадагаскар — 8 M8, станом на 2007 рік[42]
- Мексика
- Парагвай — 8 M8, станом на 2007 рік[43]
- Сенегал — 10 M8, станом на 2007 рік[44]
- Того — 6 M8, станом на 2007 рік[45]

## Організаційно-штатна структура
Переважно M8 надходили на озброєння кавалерійських розвідувальних ескадронів танкових дивізій та розвідувальних взводів і рот протитанкових батальйонів.
У всіх танкових дивізіях, сформованих за штатом T/O&E 17 1943 і 1944 років був один розвідувальний кавалерійський ескадрон нового штату. Основні розвідувальні сили ескадрону складалися з трьох розвідувальних рот, в кожній з яких були штабний і три розвідувальних взводи, з трьома M8 і трьома ¼-тонними автомобілями підвищеної прохідності в кожному з останніх. Всього ж за штатним розкладом в кавалерійському розвідувальному ескадроні налічувалося 52 M8. 2-га і 3-тя танкові дивізії, зберегли після реорганізації 1943 року старий, так званий «важкий», штатний розклад, зберігали і бронетанковий розвідувальний батальйон, сформований за штатом T/O&E 17 від 1 березня 1942 року, проте з заміною розвідувальних машин M3 на бронеавтомобілі M8. Розвідувальний батальйон, як і кавалерійський ескадрон, мав три розвідувальні роти з трьома взводами в кожній, проте кожний з взводів ділився на бронеавтомобільне відділення, що мало 4 M8 і розвідувальне відділення з чотирма ¼-тонними автомобілями. Крім цього, два M8 було у складі штабної роти танкової дивізії для використання в ролі командирських машин, що доводило загальну кількість бронеавтомобілів в дивізії до п'ятдесяти чотирьох.
Протитанкові батальйони з 1943 року формувалися за двома штатами, що значно відрізнялися один від одного, T/O&E 18-35 від 7 травня: батальйону буксируваних протитанкових гармат та батальйону самохідних винищувачів танків. Буксируваний батальйон мав два розвідувальних взводи з одним M8, двома ¼-тонними автомобілями і одним мотоциклом в кожному, що перебували в підпорядкуванні штабу батальйону. Також 4 M8 були безпосередньо у штабі батальйону і по два M8 — в штабі кожної з трьох протитанкових рот; всього в батальйоні, таким чином, налічувалося 12 бронеавтомобілів. Самохідний батальйон мав розвідувальну роту, в якій налічувалося три розвідувальних взводи з двома M8 і п'ятьма ¼-тонними автомобілями в кожному. Крім цього, 1 M8 був у інженерному взводі і 2 M8 — в штабі роти. Кожна з трьох протитанкових рот батальйону мала по два M8 в кожному з трьох своїх протитанкових взводів і в штабі роти, ще 3 M8 перебували в штабі батальйону; таким чином, у автомобільному протитанковому батальйоні було 35 бронеавтомобілів.

## Експлуатація та бойове застосування
Масово застосовувався американськими військами при висадці в Італії, Нормандії і при наступі в Арденнах з метою розвідки та патрулювання.

### Порівняння з аналогами
| Порівняння основних характеристик бронеавтомобілів періоду Другої світової війни |                                                 |                                                |                                                 |                                                |                                                 |                                               |                                               |                                                |
|                                                                                  | США M8                                          | Велика Британія «Даймлер» Mk.I                 | Велика Британія AEC Mk.I                        | Південна Африка «Мармон-Херрінгтон» Mk. IV     | Третій Рейх Sd.Kfz.231                          | Третій Рейх Sd.Kfz.234/1                      | Третій Рейх Sd.Kfz.234/2 «Пума»               | Угорське королівство 39.M «Чабо»               |
| Загальні дані                                                                    |                                                 |                                                |                                                 |                                                |                                                 |                                               |                                               |                                                |
| Екіпаж                                                                           | 4                                               | 3                                              | 3                                               | 3                                              | 4                                               | 4                                             | 4                                             | 4                                              |
| Бойова маса, т                                                                   | 7,89                                            | 7,62                                           | 11,10                                           | 6, 25                                          | 8,30                                            | 11,50                                         | 11,74                                         | 5,95                                           |
| Ширина, м                                                                        | 2,54                                            | 2,44                                           | 2,74                                            | 2,13                                           | 2,20                                            | 2,40                                          | 2,40                                          | 2,10                                           |
| Висота, м                                                                        | 2,24                                            | 2,24                                           | 2,55                                            | 2,29                                           | 2,35                                            | 2,10                                          | 2,28                                          | 2,27                                           |
| Озброєння                                                                        |                                                 |                                                |                                                 |                                                |                                                 |                                               |                                               |                                                |
| Марка гармати                                                                    | 37-мм M6                                        | 40-мм QF 2 pounder Mk.IX                       | 40-мм QF 2 pounder Mk.IX                        | 40-мм QF 2 pounder Mk.IX                       | 20-мм KwK.30 або KwK.38                         | 20-мм KwK.38                                  | 50-мм KwK.39/1                                | 1 × 20-мм ПТР 36.M                             |
| Боєкомплект гармати                                                              | 80                                              | 52                                             | 58                                              | 37                                             | 180                                             | 480                                           | 55                                            | 200                                            |
| Кулемети                                                                         | 1 × 12,7-мм M2 HB 1 × 7,62-мм M1919A4           | 1 × 7,92-мм BESA 1 × 7,7-мм «Брен»             | 1 × 7,92-мм BESA 1 × 7,7-мм «Брен»              | 1 × 7,7-мм «Віккерс» 1 × 7,62-мм M1919A4       | 1 × 7,92-мм MG-34                               | 1 × 7,92-мм MG-34                             | 1 × 7,92-мм MG-34                             | 1 × 8-мм 34/37.M                               |
| Бронювання, мм                                                                   |                                                 |                                                |                                                 |                                                |                                                 |                                               |                                               |                                                |
| Лоб корпусу                                                                      | 18 — 27                                         | (14)                                           |                                                 | (12)                                           | 17 — 22                                         | 37 — 47                                       | 37 — 47                                       | 13 — 26                                        |
| Лоб башти                                                                        | 18 — 25                                         | (16)                                           |                                                 | (12)                                           | 16                                              | 39                                            | 39 — 100                                      | 10                                             |
| Борт корпусу                                                                     | 10                                              | (14)                                           |                                                 | (12)                                           | 10                                              | 10                                            | 10                                            | 7 — 9                                          |
| Борт башти                                                                       | 20                                              | (16)                                           |                                                 | (12)                                           | 9                                               | 10                                            | 11                                            | 11                                             |
| Рухливість                                                                       |                                                 |                                                |                                                 |                                                |                                                 |                                               |                                               |                                                |
| Тип двигуна                                                                      | карбюраторний, рідинного охолодження, 110 к. с. | карбюраторний, рідинного охолодження, 95 к. с. | карбюраторний, рідинного охолодження, 105 к. с. | карбюраторний, рідинного охолодження, 85 к. с. | карбюраторний, рідинного охолодження, 150 к. с. | дизельний, повітряного охолодження, 210 к. с. | дизельний, повітряного охолодження, 210 к. с. | карбюраторний, рідинного охолодження, 90 к. с. |
| Питома потужність, к. с./т                                                       | 13,9                                            | 12,5                                           | 9,5                                             | 13,6                                           | 18,1                                            | 18,3                                          | 17,9                                          | 15,1                                           |
| Колісна формула                                                                  | 6 × 6                                           | 4 × 4                                          | 4 × 4                                           | 4 × 4                                          | 8 × 8                                           | 8 × 8                                         | 8 × 8                                         | 4 × 2                                          |
| Тип підвіски                                                                     | залежна, на листових ресорах                    | незалежна, на вертикальних пружинах            | на листових ресорах                             | на листових ресорах                            | напівнезалежна, на листових ресорах             | напівнезалежна, на листових ресорах           | напівнезалежна, на листових ресорах           | залежна, на листових ресорах                   |
| Максимальна швидкість по шосе                                                    | 88                                              | 80                                             | 65                                              | 50                                             | 85                                              | 80                                            | 80                                            | 65                                             |
| Запас ходу по шосе                                                               | 560                                             | 330                                            | 400                                             | 300                                            | 300                                             | 900                                           | 900                                           | 150                                            |

## Зноски
1. ↑  По прийнятій в США класифікації, протитанкові САУ належали до класу винищувачів танків
2. ↑  Установка M49C важила майже 300 кілограм, що представляло суттєве для бронеавтомобіля масою менше 8 тонн навантаження, до того ж розміщену на самому його верху
3. ↑  За радянською термінологією — радиста
4. ↑  Донний детонатор миттєвої дії
5. ↑  M51A1 відрізняється від M52A2 відсутністю балістичного наконечника
6. ↑  За старим штатом TOE 17 від 1 березня 1942, в дивізії нараховувалося 14 680 осіб і 390 танків, тоді як по введеному в 1943 році штату — 10 616 осіб і 269 танків
7. ↑  Вказана приведена товщина броні